# Journey (videojuego)
Journey es un videojuego de aventura desarrollado por la compañía independiente estadounidense Thatgamecompany y estrenado en 2012 para PlayStation Network. La trama describe la travesía de un viajero a lo largo de un extenso desierto para llegar a la cúspide de una montaña, mientras explora las ruinas de una antigua civilización. 
Su desarrollo comenzó en 2009 tras el lanzamiento de la última entrega del estudio, Flower, como parte de un acuerdo con Sony Computer Entertainment. El equipo responsable estuvo conformado hasta por dieciocho desarrolladores encabezados por Jenova Chen y Nick Clark como director creativo y diseñador en jefe, respectivamente. La composición musical recayó en Austin Wintory, que optó por introducir sonidos de un violonchelo, arpas y una viola, en conjunto con ritmos electrónicos.
Tras su lanzamiento, obtuvo críticas mayoritariamente positivas que destacaron sus aspectos visuales y musicales, además de la «experiencia emocional» transmitida por su narrativa, aunque hubo opiniones desfavorables primordialmente en relación con su corta duración y ritmo. En cuanto a su recepción comercial, pasó a ser el juego «más rápidamente vendido» en la PlayStation Store tanto en Estados Unidos como en Europa y, según estimaciones, desde entonces se han comercializado más de 170 mil copias en todo el mundo. Adicionalmente se hizo acreedor a varios premios y distinciones que coincidieron en reconocerlo como uno de los mejores videojuegos de 2012.

## Argumento
El personaje principal es un «viajero» cuya travesía comienza cerca de una pequeña duna en un vasto desierto, con la expectativa de llegar hasta una montaña de considerable altitud caracterizada por una brillante hendidura en la cúspide. En el camino se encuentra con los restos de una antigua civilización entre los cuales se incluyen piedras mágicas y unas antiguas armas autómatas itinerantes que le conceden visiones en las que se reúne con una figura vestida de blanco en una habitación circular con imágenes que explican la historia de la civilización perdida y, a la vez, reflejan simultáneamente el progreso del viaje del  protagonista. 
Para concretar su recorrido, el viajero debe escalar con ciertas dificultades hasta llegar a la cima de la montaña. Gracias a la ayuda de las figuras blancas de sus visiones, el personaje obtiene la energía suficiente para recuperarse y terminar su viaje. Al acercarse a la hendidura, la pantalla se torna blanca y, acto seguido, se reproduce una cinemática en la que se aprecia una estrella fugaz que emana de la grieta y sigue el camino tomado por el viajero, al mismo tiempo que se visualizan los créditos finales y otros viajeros que se dirigen a la montaña. En las escenas finales, cuando la estrella llega a la duna donde el jugador comenzó la partida, se presenta la opción de volver a comenzar Journey y se revelan los nombres de usuario de los viajeros que compartieron la travesía del jugador.

### Temáticas
Si bien el propósito de Journey es «hacer que un par de jugadores se conecten, a pesar de las limitaciones, y se ayuden mutuamente a avanzar [mientras] resuelven acertijos y exploran los restos de una civilización olvidada», lo cierto es que el equipo de producción tuvo la intención de consolidar un vínculo significativo entre los jugadores con «una meta compartida, libertad de elección, anonimato, vulnerabilidad y comunicación». Mediante las notas musicales emitidas por el personaje, los usuarios «pueden crear un nuevo idioma para el juego que trasciende cualquier barrera del idioma del mundo real», [y] que pueda culminar en una nueva amistad fuera del mundo digital».
Otras temáticas abordadas por el juego son la magia, la bondad, la alegría, la nostalgia y la autorreflexión, al proporcionar «un recuerdo tan vívido y emocionalmente gratificante como los momentos más preciados de la infancia», en forma de una «parábola interactiva». Adicionalmente incorpora elementos religiosos como santuarios, túnicas ondulantes y un solitario desierto que evocan al Antiguo Testamento. En opinión de algunos jugadores, el mensaje de Journey también representa la esperanza y ha sido útil por ejemplo para lidiar con la pérdida de un ser querido al imaginarse que la persona con la que juegan, en su identidad anónima, podría tratarse de ese familiar o amigo desaparecido.

## Modo de juego

Conjunto de símbolos que aparecen en Journey.

La mecánica del juego sigue una narrativa lineal en la que el personaje jugador, envuelto en largos ropajes, debe atravesar un vasto desierto y llegar hasta la cúspide de una montaña. Básicamente el usuario puede controlar al protagonista para que se desplace o salte, además de manipular la cámara con el mando analógico o inclinando el controlador. Otra de sus habilidades es la emisión de ruidos o notas musicales que se corresponden con la música de fondo y cuya duración y volumen varían dependiendo del botón del mando que sea presionado. Esta información se expone solamente al principio del juego de manera infográfica, similar a la revelación de la trama por medio de tapices que proporcionan pistas para seguir el camino correcto.
El personaje es capaz de volar por breves períodos con ayuda de una bufanda mágica, aunque esto requiere de cierta cantidad de magia representada en unas runas brillantes impresas en la prenda. Existen varios medios para recargar la magia de la bufanda, aunque el más común consiste en absorber unos trozos de tela roja flotantes que se hallan dispersos en el escenario, al igual que unos símbolos brillantes que permiten alargar la prenda y permitir que el jugador pueda planear durante un mayor tiempo. La emisión de los sonidos musicales por parte del jugador tiene varias aplicaciones en el juego; por ejemplo, ofrece la posibilidad de formar puentes o abrir puertas para llegar a zonas previamente inaccesibles.
Cabe destacar que, en el modo multijugador, el jugador puede encontrarse en el transcurso del viaje con otros usuarios cuyos personajes son idénticos al protagonista con la excepción de unos símbolos impresos en sus túnicas. Una vez que se aproximan entre sí, los jugadores pueden comunicarse solamente a través de sonidos y recargar automáticamente la magia de sus bufandas. Pese a que los usuarios pueden guiarse entre sí durante el trayecto, su presencia no es indispensable para finalizar el juego. En las últimas secuencias aparecen otras criaturas que ayudan al personaje o lo atacan hostilmente para arrancar partes de su bufanda. Si bien el tiempo para finalizar Journey varía según el ritmo del jugador, posee una duración promedio de dos a tres horas.

## Producción

### Antecedentes y desarrollo
| Dirección              | Arnt Jensen Dino Christian Patti |
| Producción             | Randall Lowe y Eric Koch         |
| Diseño principal       | Nicholas Clark y Nathan Gary     |
| Desarrollo de producto | Tina Kowalewski                  |
| Referencia             | [ 25 ]                           |

Thatgamecompany firmó un acuerdo con Sony Computer Entertainment mediante el cual se comprometió a desarrollar tres juegos que habrían de ser Flow (2006), Flower (2009) y Journey. La producción de este último comenzó inmediatamente después del estreno de su predecesor, y requirió de un equipo conformado por dieciocho desarrolladores que en su mayoría habían estado involucrados en los anteriores títulos del acuerdo. Al frente del equipo estaban Jenova Chen y Nick Clark como director creativo y diseñador en jefe, respectivamente. A su vez, Robin Hunicke reemplazó en las labores de producción a Kellee Santiago, que prefirió centrarse en la presidencia de la compañía.
Por lo general, la filosofía de trabajo de ThatGameCompany consiste en destinar el 75 % de la producción de un videojuego a tareas de investigación y desarrollo, mientras que el resto comprende las labores de diseño y pruebas del producto. Parte del concepto central de Journey está basado en una vivencia de Chris Bell, productor y diseñador de Journey, durante un viaje que realizó a Tokio, Japón. En esa anécdota, Bell manifestó haberse sentido desesperado después de extraviarse y verse incapaz de pedirle ayuda a alguien al no saber japonés. No obstante, una anciana lo ayudó a llegar a su destino después de mostrarle una fotografía, al sujetarle el brazo y guiarlo a través de ciertas calles de la ciudad. El productor confirmó que «quería encontrar una forma de replicar en el juego esa fugaz amistad y vínculo que tuvo con esa mujer en Japón». Otras influencias adicionales para el sistema de comunicación del juego incluyen el sitio web Chatroulette, la instalación artística Telectroscope y el videojuego Final Fantasy XI. Originalmente la trama iba a ser protagonizada por un humano en un bosque, sin embargo, las restricciones del presupuesto llevaron al equipo a desestimar los trazos complejos y esto derivó en el diseño de una figura sin brazos en un desierto.

### Diseño y gráficos
La expectativa inicial de Sony era que el juego quedase concluido en un año, una meta «poco realista» desde la perspectiva del equipo de Thatgamecompany, que desde un inicio consideró necesaria una prórroga. Lo cierto es que el desarrollo necesitó de una mayor cantidad de tiempo debido a una comunicación ineficiente del equipo al momento de discutir sus ideas para el juego, así como al presupuesto limitado para su producción. Si bien Sony accedió a extender un año más su producción e incrementó la plantilla inicial de siete a dieciocho colaboradores, se volvió evidente que su intención era insuficiente después de que el equipo responsable le presentó una versión de Journey carente de «la emoción que el equipo quería [transmitir] en el jugador» al término del segundo año de desarrollo, en 2011.
El principal objetivo de Journey es hacer que el jugador se sienta «pequeño» y «asombrado» con sus alrededores, más allá de la característica visión de «derrota/mata/gana» imperante en la mayoría de los videojuegos, de acuerdo con Chen. Al principio el equipo creó un prototipo llamado Dragon en el que varios jugadores intentaban derrotar juntos a un monstruo de proporciones notables. Sin embargo, les pareció que ese concepto abría la posibilidad de que los jugadores acabaran ignorándose entre sí con la intención de perseguir sus propios intereses. Con la premisa de que el entorno se asemejara a un jardín japonés en donde el jugador se ocupara de remover todos aquellos elementos que no se correspondían entre sí, los diseñadores querían evocar emociones en el usuario, además de transmitir una mecánica de juego intuitiva que los hiciera explorar sin recurrir a diálogos o instrucciones. La narrativa sigue la estructura del monomito, o «viaje del héroe», sugerido por Joseph Campbell, representado en distintos episodios reminiscentes de las etapas de la vida mediante los cuales los jugadores emprenden sus «viajes» por medio de «vínculos emocionales». De acuerdo con Chen, algunos de sus empleados lloraron mientras realizaban las últimas pruebas antes del lanzamiento del juego al público en general. El equipo de diseñadores viajó a Pismo Beach, en California, para recrear con fidelidad la arena del entorno de Journey. Cabe mencionar que John Edwards, ingeniero de diseño, coordinó la producción de los efectos visuales del juego primordialmente a través del middleware gráfico PhyreEngine, desarrollado por Sony.
Con el modo multijugador se pretendió facilitar la cooperación entre los jugadores, aunque sin necesidad de competir entre sí. La mecánica del juego busca que los jugadores se sientan «conectados» entre sí pese a la ausencia de diálogos o enfrentamientos, de manera que se «muestre el lado positivo de la humanidad en ellos». Deliberadamente se omitieron misiones secundarias o elementos adicionales que pudiesen comprometer la premisa central del juego, así como chats de texto y de voz, y la visualización de los nombres de usuario para evitar sesgos y prejuicios entre los jugadores.
A lo largo de su desarrollo, los diseñadores se vieron estresados por la presión del tiempo y la falta de presupuesto para concretar todos los elementos que se querían agregar en el producto. A manera de solución se optó por reducir las horas extraordinarias de trabajo, aunque esto conllevó más retrasos en su producción y la eventual situación de quiebra de la compañía. Chen admitió durante su presentación en los D.I.C.E. Awards de 2013 la bancarrota de Thatgamecompany en los últimos meses de desarrollo de Journey, lo que se tradujo en la incapacidad de pagar los sueldos de sus empleados. Años después detalló más sobre esta situación: «Cuando acabamos Journey en enero de 2012, no habíamos determinado de dónde saldría el dinero para el siguiente juego o si Journey iba a ser redituable. Así que dejamos ir a todos [en la plantilla]. Solo nos quedamos los fundadores». En opinión de Hunicke, el hecho de que pudiesen finalizar el juego representó para el equipo una lección sobre «ser amables entre sí» y «dejar de lado las tensiones e ideas» que no resultaran viables para el contenido.

### Música
Austin Wintory, que previamente había producido el compilatorio musical de Flow, estuvo a cargo de la banda sonora de Journey, en la cual también colaboraron el diseñador de sonido Steve Johnson y el equipo de programadores del juego para garantizar que las melodías se correspondieran con las acciones del jugador, y que los sonidos transmitieran la sensación de que los objetos «aparecían en tiempo real», a la vez que se mantenía la emotividad de la narrativa. Wintory compuso el tema principal el mismo día en que se reunió Chen para platicar sobre su visión del proyecto. Si bien esa misma noche incorporó las melodías de violonchelo, le llevó tres años concluir el resto del material, ya que debía supervisar y editar las composiciones conforme el equipo de producción trabajaba en el diseño del interactivo. Esto llevó a Wintory a experimentar y descartar varias ideas a lo largo del proceso.
A diferencia de otros juegos que incluyen motivos para cada personaje o área, Wintory optó por componer un tema central a partir del cual se deriva el resto de la banda sonora, y destinó el uso del violonchelo para representar las acciones del jugador. En su opinión, la música de Journey es «como un gran concierto para violonchelo en el que eres el solista y todos los demás instrumentos representan el mundo a tu alrededor», aunque no íntegramente orquestal debido a que también incorpora ritmos electrónicos, así como sonidos de arpas y una viola para enfatizar los encuentros con otros jugadores. Aunque el estilo visual del juego hace referencia a varias culturas, el compositor omitió cualquier vínculo cultural al momento de producir las melodías, ya que su intención era que los temas resultan «lo más universales [que fuese] posible». Wintory contactó a su amiga Tina Guo para interpretar las canciones de violonchelo, mientras que la Macedonia Radio Symphonic Orchestra asentada en Skopie, Macedonia del Norte, estuvo a cargo de la producción de los temas electrónicos. Cabe resaltar que el final del juego se vio influenciado por un concierto en el que Wintory silenció a la orquesta justo en el instante en que Guo intervino. El equipo de producción adaptó esa experiencia en la secuencia final de Journey, la cual es acompañada musicalmente con el tema «Apotheosis» y  en la que el entorno se desvanece hasta dejar visible solamente al personaje jugador.
La banda sonora de Journey salió a la venta el 10 de abril de 2012 en iTunes y PSN, y está conformada por dieciocho pistas con una duración de 58 minutos, e incluye la interpretación de Lisbeth Scott en el tema «I Was Born for This». Tras su lanzamiento, llegó al top 10 de los listados de iTunes de más de 20 países, y alcanzó la posición 116° de la Billboard 200 tras distribuirse más de 4000 copias digitales en su primera semana de estreno, la segunda mejor posición obtenida por un videojuego en la historia de la industria. Una versión física del álbum a cargo de Sumthing Else Music Works estuvo disponible a partir del 9 de octubre de ese año, en adición a un compilatorio digital en Bandcamp titulado Journey Bonus Bundle, que incluye variaciones en algunos de los temas de Journey y Flow. Al año siguiente la banda sonora original estuvo disponible en esa misma plataforma, y en 2014 se puso a la venta un álbum con los temas del juego interpretados en piano bajo el título Transfiguration. Adicionalmente se produjo un vinilo de dos discos cuya distribución inicial ocurrió en 2015. Desde 2016 Wintory organizó una campaña de recaudación de fondos en Kickstarter con el propósito de llevar a cabo una gira de conciertos de Journey con la colaboración del Fifth House Ensemble de Chicago. Gracias a los ingresos iniciales, la gira se ha llevado a cabo en algunas ciudades estadounidenses. A continuación aparecen listados los temas que componen la banda sonora de Journey:
| N.º | Título                | Duración |  |
| 1.  | «Nascence»            | 1:47     |  |
| 2.  | «The Call»            | 3:39     |  |
| 3.  | «First Confluence»    | 1:41     |  |
| 4.  | «Second Confluence»   | 2:20     |  |
| 5.  | «Threshold»           | 6:05     |  |
| 6.  | «Third Confluence»    | 1:40     |  |
| 7.  | «The Road Of Trials»  | 4:17     |  |
| 8.  | «Fourth Confluence»   | 1:07     |  |
| 9.  | «Temptations»         | 4:14     |  |
| 10. | «Descent»             | 2:41     |  |
| 11. | «Fifth Confluence»    | 1:23     |  |
| 12. | «Atonement»           | 6:11     |  |
| 13. | «Final Confluence»    | 2:07     |  |
| 14. | «The Crossing»        | 1:58     |  |
| 15. | «Reclamation»         | 2:17     |  |
| 16. | «Nadir»               | 3:37     |  |
| 17. | «Apotheosis»          | 7:07     |  |
| 18. | «I Was Born For This» | 4:40     |  |

## Lanzamiento y recepción
Journey se estrenó el 13 de marzo de 2012 vía descarga en el servicio PlayStation Network (PSN). Al día siguiente estuvo disponible una área temática en PlayStation Home inspirada en el diseño visual del juego, mientras que una «edición de coleccionista» se puso a la venta unos meses después, el 28 de agosto del mismo año, e incluye la trilogía de títulos desarrollados por Thatgamecompany para Sony, además de comentarios de sus creadores, diseños conceptuales, galerías de imágenes, pistas de sonido y minijuegos, entre otros elementos adicionales. En septiembre de 2012 comenzó a distribuirse un libro de tapa dura titulado The Art of Journey que contiene distintas ilustraciones que muestran la evolución en el diseño de los elementos del juego a cargo de Matt Nava.
A partir del 21 de julio de 2015 se encuentra disponible una adaptación de Journey en PSN para la PlayStation 4, cuyo desarrollo corrió a cargo del estudio inglés Tricky Pixels. Esta versión quedó liberada de forma gratuita para quienes adquirieron la edición digital del juego para PS3. A diferencia del juego original, esta versión posee mejoras gráficas en alta definición. En opinión del estudio: «[adaptar] una obra maestra de programación de PS3 [a PS4 resultó ser] un inmenso desafío técnico». A mediados de 2019 salieron a la venta un par de nuevas adaptaciones producidas por Annapurna Interactive para las plataformas Microsoft Windows e iOS, esta última a través de la App Store.

### Comercial y crítica
Journey era uno de los juegos «más anticipados» de 2012, lo cual se vio reflejado en sus resultados comerciales iniciales que le llevaron a ser el juego «más rápidamente vendido» en la PlayStation Store tanto en Estados Unidos como en Europa. Un año después de su lanzamiento original, Chen reveló que la empresa ya había recuperado el monto invertido en su producción y tenía la intención de reunir capital riesgo para desarrollar su propia propiedad intelectual. De acuerdo con estimaciones del sitio web Vgchartz.com, se han comercializado más de 170 mil copias del juego en todo el mundo.
Desde su estreno ha recibido críticas mayormente favorables primordialmente por la dirección visual y artística, así como por el «vínculo emocional» que su mecánica de juego establece de forma simultánea con otros usuarios. Ryan Clements, de IGN lo catalogó como «el juego más hermoso de su generación [...] cada momento es como una pintura diestramente enmarcada e iluminada», de forma coincidente a Jane Douglas, de GameSpot, que elogió la diversidad visual del entorno y la representación de la arena ondulante. En opinión de Matt Miller, de Game Informer, el juego resulta visualmente «maravilloso» en especial por la animación de la arena y las criaturas. En cuanto a la banda sonora, Miller y Douglas la calificaron como «asombrosa» y «dinámica». De acuerdo con Andy Robertson, de The Telegraph: «Journey es algo así como un enigma en el panorama de los videojuegos. Quizás lo más impresionante es su capacidad para contar una historia en sus propios términos, y permanecer accesible para una amplia audiencia sin incumplir los tropos cinematográficos o teatrales». Inclusive la firma de inversiones Benchmark Capital lo calificó como «el Toy Story de la industria de los videojuegos».
En varias reseñas se destacó la experiencia emocional transmitida por el juego. Christian Donlan, de Eurogamer, lo describió como una «experiencia religiosa no confesional» que, en conjunto con otros jugadores, «va más allá de las metáforas y se convierte en una peregrinación» para el usuario. La revista Edge señaló que la narrativa emocional del juego «golpea con un poder de vez en cuando sorprendente», mientras que Patrick Shaw, de Wired, detalló que el juego lo había hecho sentir «una amplia gama de emociones ... asombro, miedo e incluso tristeza». En una opinión similar, Miller argumentó que en las tres ocasiones que jugó Journey «cada momento individual, sin falta ... logró ponerme la piel de gallina, y esos momentos han permanecido en mi mente durante las siguientes semanas». Por otra parte, Joel Gregory, de  PlayStation Official Magazine, elogió la ambigüedad de la trama por estar sujeta a la interpretación del jugador. Donlan y Edge valoraron positivamente la incorporación de al menos un segundo jugador desconocido como una decisión «brillante» que convierte al juego en «una experiencia más absorbente y atmosférica», respectivamente.
Ciertas críticas evaluaron desfavorablemente la duración y el ritmo del juego. Por ejemplo, Clements percibió que no todos los jugadores habrían de apreciar un título con «un ritmo deliberado y melancólico» en contraste con una duración breve, opinión con la que coincidió Edge. A su vez, Miller resaltó la carencia de elementos más complejos en la mecánica de juego, mientras que Shaw hizo hincapié en las pocas horas de duración. Sin embargo, este último aspecto estuvo sujeto también a opiniones favorables, como fue el caso de Douglas. En sus reseñas, Miller y Clements concluyeron que el juego puede ser comparado con «un concierto musical, una película bien dirigida, o un libro altamente esperado» que «al ser completado, creará recuerdos que durarán por años».

### Premios
Desde su estreno, Journey se ha hecho acreedor a varios premios y reconocimientos. Por ejemplo, en la E3 de 2011 obtuvo cuatro galardones en la categoría de «mejor juego de descarga» de 1UP.com, GameSpy y GameTrailers; mientras que en los D.I.C.E. Awards de 2012 se convirtió en el título más premiado de la ceremonia al recibir ocho trofeos en distintas categorías, entre las cuales se incluyen «Juego del año», «Innovación sobresaliente en los videojuegos» y «Logro sobresaliente en composición musical». Cabe mencionar que algunos medios como IGN y GameSpot lo eligieron como «el mejor juego del año» de sus correspondientes listados anuales.
La banda sonora resultó nominada a un Grammy como «Mejor álbum de banda sonora para medio visual», la primera ocasión en que la música de un videojuego contendió en ese rubro. Algunos otros reconocimientos incluyen las distinciones como «Mejor música» y «Mejor juego de PSN» por IGN y GameSpot, respectivamente; «Mejor juego de PS3», «Mejor juego independiente», y «Mejor música» en los Spike Video Game Awards; un premio Annie por la animación; cinco galardones de la Academia Británica de las Artes Cinematográficas y de la Televisión en las categorías de «Logro artístico», «Logro de audio», «Diseño de juego», «Modo multijugador» y «Música original»; y otros seis premios en los Game Developers Choice Awards de 2013, que incluyó el de «Juego del año».